# Stenhammarella
Stenhammarella är ett släkte av lavar som först beskrevs av Erik Acharius, och fick sitt nu gällande namn av Hannes Hertel 1967.. Stenhammarella ingår i familjen Lecideaceae, ordningen Lecideales, klassen Lecanoromycetes, divisionen sporsäcksvampar och riket svampar.

## Dottertaxa tillStenhammarella, i alfabetisk ordning[4][3]
- Stenhammarella turgida (Ach.) Hertel 1967